# Topsentia amorpha
Topsentia amorpha är en svampdjursart som beskrevs av Gammill 1997. Topsentia amorpha ingår i släktet Topsentia och familjen Halichondriidae.
Artens utbredningsområde är Bahamas. Inga underarter finns listade i Catalogue of Life.